# Alexander King (Politiker)

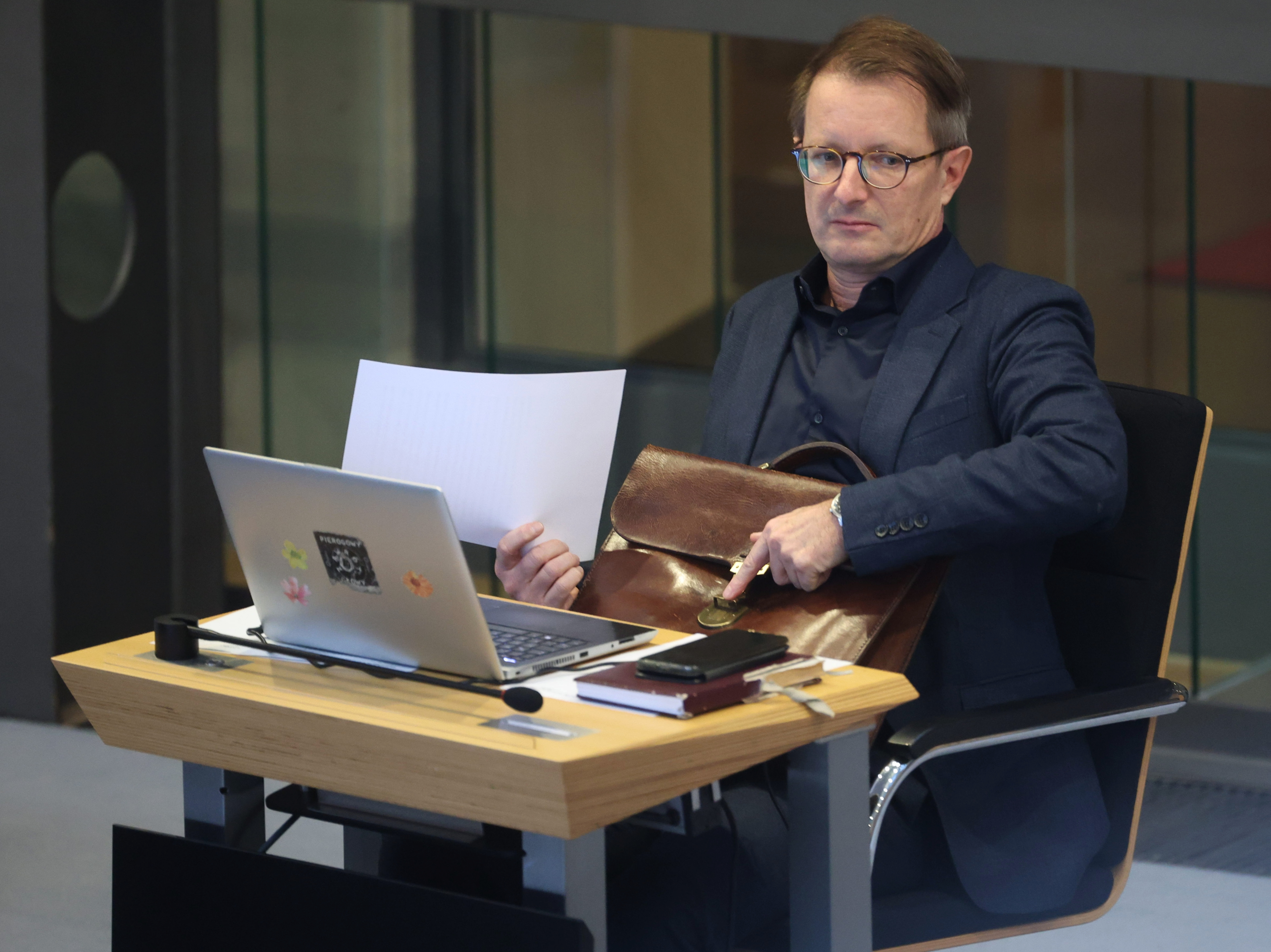
Alexander King (2024)

Alexander King (* 1969 in Tübingen) ist ein deutscher Politiker (BSW, zuvor Die Linke, vormals PDS). Mit einer kurzen Unterbrechung ist er seit 2021 Mitglied im Abgeordnetenhaus von Berlin. Seit 2024 ist er Landesvorsitzender des BSW Berlin.

## Leben
King studierte nach dem Abitur 1988 Geografie an der Universität Tübingen mit Diplomabschluss. Er wechselte 2001 nach Berlin. Mit einer Arbeit über Räumliche Mobilität in Haiti zwischen Paysannerie und Weltmarkt wurde er 2004 promoviert. Von 2005 bis 2021 war er als Referent der Linksfraktion im Bundestag tätig.

## Partei und Politik
King gehörte ab 2001 der PDS an. Von 2016 bis 2021 amtierte er als Bezirksvorsitzender seiner Partei im Bezirk Tempelhof-Schöneberg. Bei der Wahl zum Abgeordnetenhaus von Berlin 2021 kandidierte er im Wahlkreis Tempelhof-Schöneberg 7, verpasste jedoch zunächst den Einzug ins Abgeordnetenhaus. Er rückte am 15. Dezember 2021 für den ausgeschiedenen Abgeordneten Sebastian Scheel ins Abgeordnetenhaus nach. Bei der Wahl zum Abgeordnetenhaus von Berlin 2023 verpasste er zunächst den Wiedereinzug ins Abgeordnetenhaus, rückte jedoch am 1. Juni 2023 für Sandra Brunner wieder ins Abgeordnetenhaus nach. Im Abgeordnetenhaus ist er Mitglied des Ausschusses für Bundes- und Europaangelegenheiten, Medien und des Ausschusses für Wirtschaft, Energie und Betriebe.
Am 27. Oktober 2023 trat King aus der Linkspartei aus. Er schloss sich Sahra Wagenknechts BSW an, innerhalb dessen er für die Koordination des Parteiaufbaus im Land Berlin zuständig ist. Am 14. Juli 2024 wurde er zum Co-Vorsitzenden des neugegründeten BSW-Landesverbandes gewählt.
Am 28. November 2023 trat er aus der Linksfraktion im Abgeordnetenhaus aus; dem Abgeordnetenhaus gehört er als fraktionsloser Abgeordneter weiter an.

## Mitgliedschaften
King ist unter anderem Mitglied des Trägervereins Aufstehen Sammlungsbewegung, der Naturfreunde Deutschlands, des WEED e. V., der Vereinten Dienstleistungsgewerkschaft und des Olympischen Sport-Clubs Berlin.